# Hyginus Mythographus

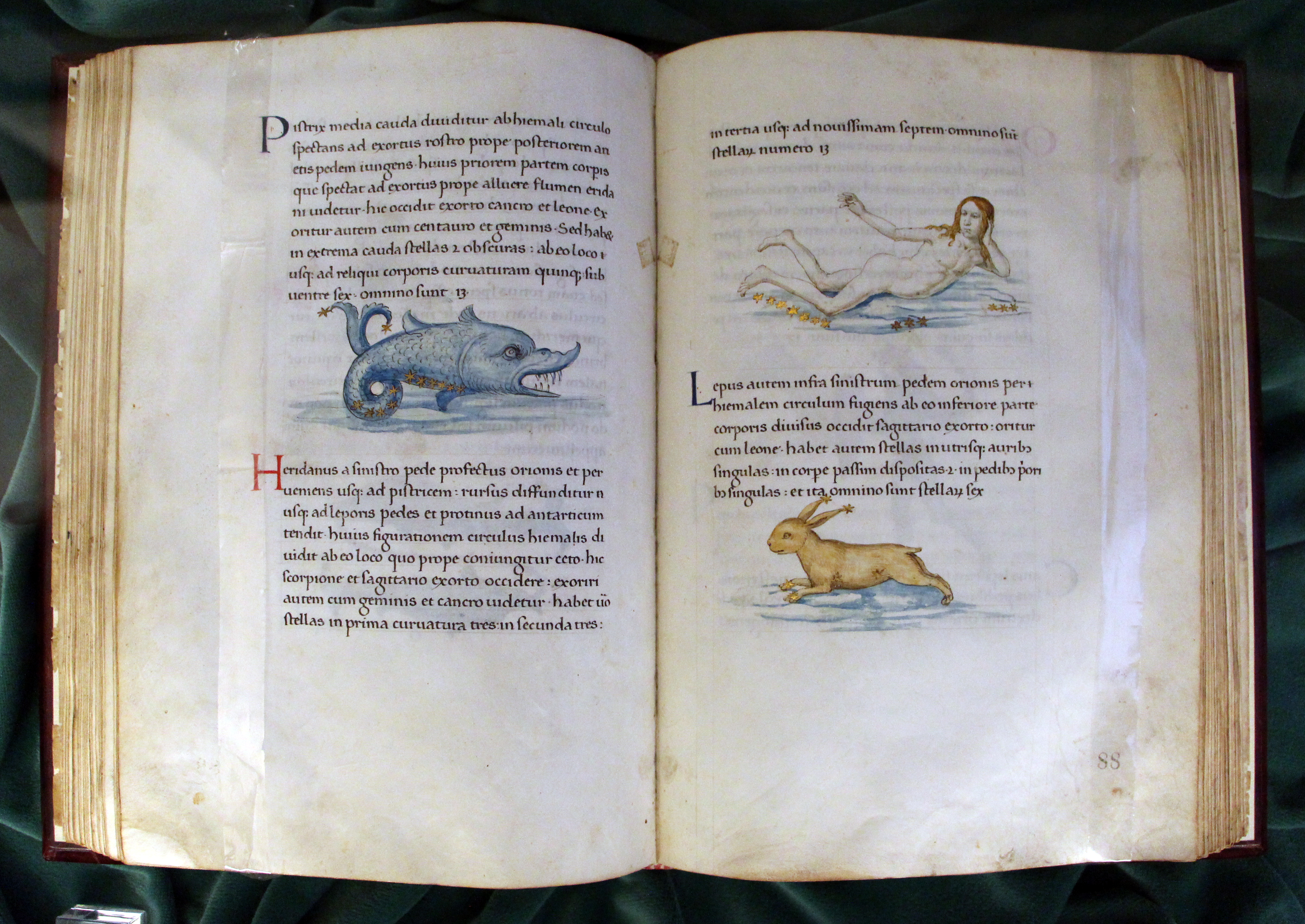
De astronomia (1450-1500 ca., Biblioteca Medicea Laurenziana, pluteo 89 sup 43)

Op de naam van Hyginus zijn twee Latijnse teksten uit de 2e eeuw bekend. In hun huidige vorm zijn ze zeker niet toe te schrijven aan de gelijknamige bibliothecaris Gaius Iulius Hyginus van keizer Augustus, maar het is alleszins mogelijk dat het een bloemlezing van zijn verloren geschriften betreft.

## Fabulae
De Fabulae is een mythografisch handboek, dat uit drie delen bestaat:
- Stambomen van de goden en helden
- 220 fabels
- Indexen en samengestelde lijsten

De "overbekende genealogie van Hyginus" werd in het jaar 207 ("In het jaar van consuls Maximus en Aper") in het Grieks vertaald, dus de kern van het werk is nog ouder. Als bronnen gebruikte de maker een Grieks mythologisch handboek, te vergelijken met pseudo-Apollodorus' Bibliotheca of de Griekse tragedies van Aeschylus, Sophocles, Euripides en epen (Homerus, Hesiodus).
De tekst werd voor het eerst in druk uitgegeven door Jacobus Micyllus in Bazel in 1535. Van hem is de titel Fabulae afkomstig in plaats van het oorspronkelijke Genealogiae. Micyllus' tekst was gebaseerd op een inmiddels verloren gegaan handschrift uit de 9e eeuw, dat het enige handschrift was van de Fabulae. Hierdoor is Micyllus' uitgave dus de oudste nog bestaande bron voor de tekst.

## Poeticon AstronomiconofDe astronomia
Of het astronomisch-mythologische handboek Poeticon Astronomicon of De astronomia (in vier boeken) van dezelfde maker afkomstig is, is nog omstreden. In de Middeleeuwen werd dit werk gebruikt als uitstekende bron voor de antieke legendes van de sterrenbeelden en werd dus veel gekopieerd. Vanaf de 9e eeuw ontstaan afschriften met soms opzichtige en kunsthistorisch belangwekkende illustraties.